# Гузенко Юрій Олександрович
Гузенко Юрій Олександрович (нар. 24 вересня 1965, м. Комсомольськ) — український художник-монументаліст, реставратор, член Національної спілки художників України, головний художник компанії зі створення інтер'єрів та екстер'єрів Gold Art Line.
Відомий своїми роботами в галузі монументального живопису, реставрацією ікон, проєктами та розписами Михайлівського золотоверхого собору, Успенського собору Києво-Печерської лаври, Софії Київської, Введенського монастиря, Одеського Національного Академічного театру Опери та Балету та ін.

## Життєвий шлях
Народився на Полтавщині, в місті Комсомольськ, у родині газорізника Полтавського гірничо-збагачувального комбінату. Мати, Раїса Григорівна, усе життя працювала дитячим терапевтом Комсомольської міської лікарні.
Протягом 1971—1982 здобував середню шкільну освіту у місті Комсомольськ.
На період з 1977 по 1981 припадає навчання Юрія Гузенка у дитячій художній школі, яку він закінчив на відмінно.
Одразу по закінченню школи починає працювати слюсарем у місті Комсомольськ, згодом — у Харкові, після чого стає лаборантом медичного фонду Харківського художньо-промислового інституту.
У 1986 році, після кількарічної служби у Радянській армії, Юрій Гузенко вступає на живописне відділення Дніпропетровського художнього училища. З 1988 року розпочинає навчання на живописному факультеті Київського державного художнього інституту (відділення реставрації живопису).
1994 року успішно закінчує Українську академію мистецтв.

## Творчість
З кінця 80-х займається монументальним малярством, виконує твори монументально-декоративного живопису у місті Комсомольськ, а у 1991—1998 рр. працює над комплексом живопису в інтер'єрах ресторану «Гостинний двір».
1991 рік — початок творчості Юрія Гузенка як художника-реставратора у Києві. З цього часу починається період роботи митця над видатними проєктами, серед яких: реставрація монументального живопису дзвіниці Софії Київської, Введенського монастиря у Києві, Сампсоніївської церкви на полі Полтавської битви, реставрація ікон Миколаївської церкви с. Диканька під Полтавою, відтворення живопису та виконання ікон іконостасу церкви Св. Миколая (Притиська) та втрачених образів іконостасу Св. Миколая (Набережного).
1997 року бере участь в написанні ікон іконостасу церкви Св. муч. Даниїла село Карабачин Чернігівської обл., а в 1999 році бере участь в проєктуванні та виконанні розписів підкупольного простору цієї церкви.
1998 року митець починає працювати над живописом Михайлівського золотоверхого монастиря, а саме: над іконами маківки, східного порталу, живописом дзвіниці, іконостасними образами церкви Трьох святителів, іконами центральної бані Михайлівського золотоверхого собору. До кінця 2000 р. працює над іконостасом та монументальним малярством Катерининського приділу Михайлівського золотоверхого собору.
1999 року Юрій Гузенко стає членом Національної спілки художників України. 
2000 року бере участь в ескізуванні та виконанні ікон іконостасу Казанського собору п. Семенівка Чернігівської обл.
У період 1999—2002 рр. художник працює над Успенським собором Києво-Печерської лаври (виконав проєкт та іконопис на ліхтарі маківок та фасади); церквою Св. Андрія Первозванного на Печерську (виконав проєкт та втілив у життя живопис інтер'єру та іконостасу); Покровською церквою с. Карабачин Житомирської області (ескізи та ікони ).
2002-го року Юрій Гузенко долучається до дослідження та виконання проєкту відтворення живопису вестибюля та зали для глядачів Одеського Національного Академічного театру Опери та Балету. Двома роками пізніше очолив комплексні роботи над відтворенням живопису портиків, центрального вестибюля театру,  верхнього ярусу зали для глядачів, взяв участь у дослідженні живопису «турецьких кімнат» , згодом очолив відтворення великої "турецької кімнати" на другому поверсі театру.
Серед інших робіт періоду — участь у розробці проєкту та виконання розписів під купольного простору церкви с. Карабачин Житомирської області; розробка проєкту та виконання розписів інтер'єру та ікон кіоту південного проділу та іконостасу першого ярусу собору Св. Володимира в Херсонесі, м. Севастополь; участь у розробці ескізів та відтворення стінопису другого етапу розписів Успенського (Георгіївського) собору м. Канева.

## Сім'я
Разом із сім'єю Юрій Гузенко проживає у м. Києві. Спільно із дружиною, Гузенко Тетяною Юріївною (1966 р. народження), виховують двох дітей — доньку Катерину (1989 р. народження) та сина Кирила (1993 р. народження).

## Головні проекти
1991—1999 рр. — розпис інтер'єрів ресторану «Гостинний двір
1996—1998 рр. — іконостас та розпис церкви Св. Даниіла в с. Костобобрів Чернігівської області
1997 р. — розпис палацу Пашинського (Польща, Пн. Померанія)
1998—2000 рр. — іконостас та розпис Катерининського приділу Михайлівського Золотоверхого собору
1999—2001 рр. — проекти фасаду, ікони ліхтарів Успенського собору Києво-Печерської лаври
2000 р. — виконання композиції «Покрова Пресвятої Богородиці» західної екседри церкви Св. Миколая Притиска
2002 р. — початок реставрації живопису Одеського Національного Академічного театру Опери та Балету.